# Contea di Shark Bay
La contea di Shark Bay è una delle quattro Local Government Areas che si trovano nella regione di Gascoyne, in Australia Occidentale. Essa si estende su di una superficie di circa 25.423 chilometri quadrati ed ha una popolazione di 984 abitanti.
L'economia della contea si basa principalmente sul turismo, soprattutto da quando Shark Bay è stata inserita nell'elenco dei patrimoni dell'umanità dell'UNESCO. Altre fonti di reddito sono la pesca, l'industria legata al sale e quella legata alle perle.